# Station Gdańsk Port Północny
Station Gdańsk Port Północny is een spoorwegstation in de Poolse plaats Gdańsk.